# イルマリ・アアルト
イルマリ・アアルト（Ilmari Aalto、1891年8月7日 - 1934年9月29日）は、フィンランドの画家である。フィンランドにおける表現主義の美術家グループ「11月グループ（Marraskuun ryhmä）」のメンバーの一人であった。静物画や風景画、肖像画を描いた。

## 略歴
フィンランド内陸部のクオピオで生まれた。1907年から1年間、ヘルシンキの工芸学校（Taideteollisuuskeskuskoulussa、後のヘルシンキ芸術デザイン大学）で学んだ後、フィンランド美術協会の美術学校（Suomen taideyhdistyksen piirustuskoulu）で1910年まで学んだ。
エーロ・ヤルネフェルト（1863-1937）やアルフレッド・ウィリアム・フィンチ（1854-1930）といった画家とヘルシンキ中央駅の装飾のためにフィンランドの風景を描いた。
美術学校を卒業した後、アテネウム美術館で開かれたエドヴァルド・ムンクの展覧会や1914年にフィンランドでドイツの「青騎士」の画家たちらの前衛的な芸術の展覧会が開かれたことに影響を受けた 。1917年11月にティコ・サリネン（Tyko Sallinen: 1879-1955）を中心とする画家たちがグループ展を開き、1918年に表現主義の美術家グループ「11月グループ（Marraskuun ryhmä）」を結成し、アアルトを含む多くのフィンランドの画家がこのグループに参加した。
1920年にパリを訪れた後、それまでの暗い色調から、華やかな色彩と強いタッチに変化をした。1928年にパリを訪れた後、より写実的な表現や明確な輪郭の使用など、そのスタイルはしばしば変わり、気に入らない作品を自ら廃棄したと言われている。

## 作品

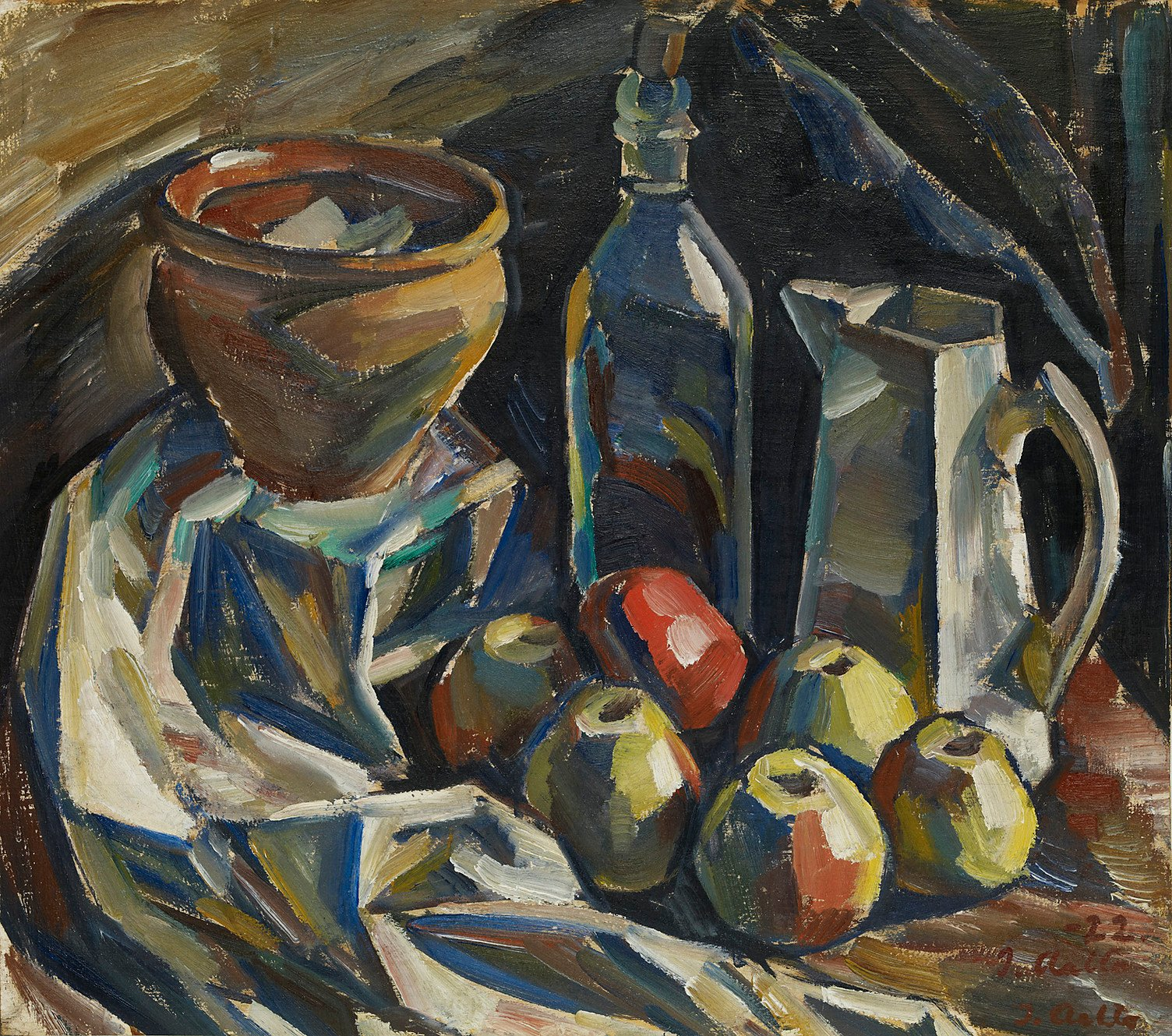
リンゴや水差しのある静物画 (1915) フィンランド国立美術館
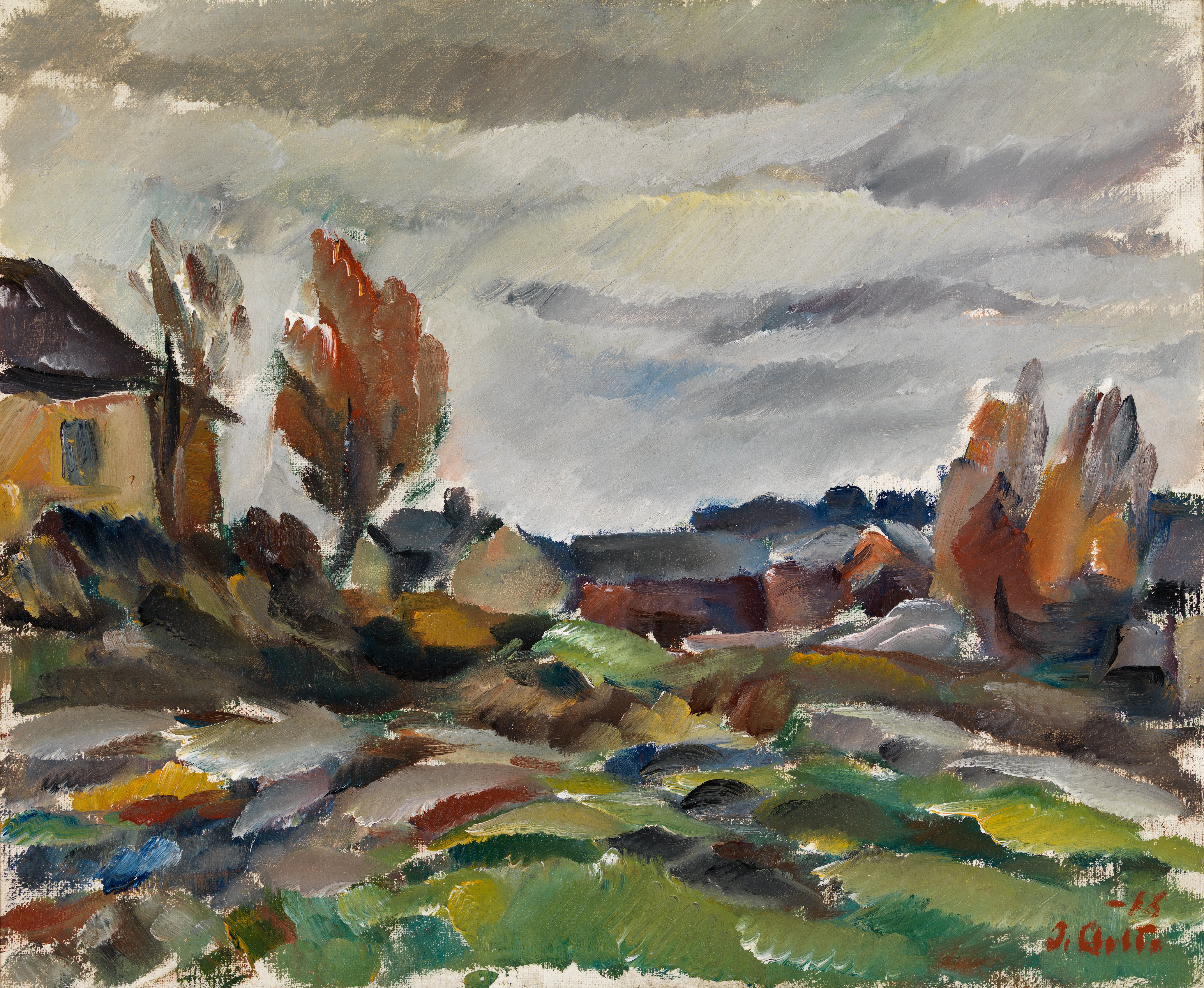
嵐 (1915) エスポー近代美術館
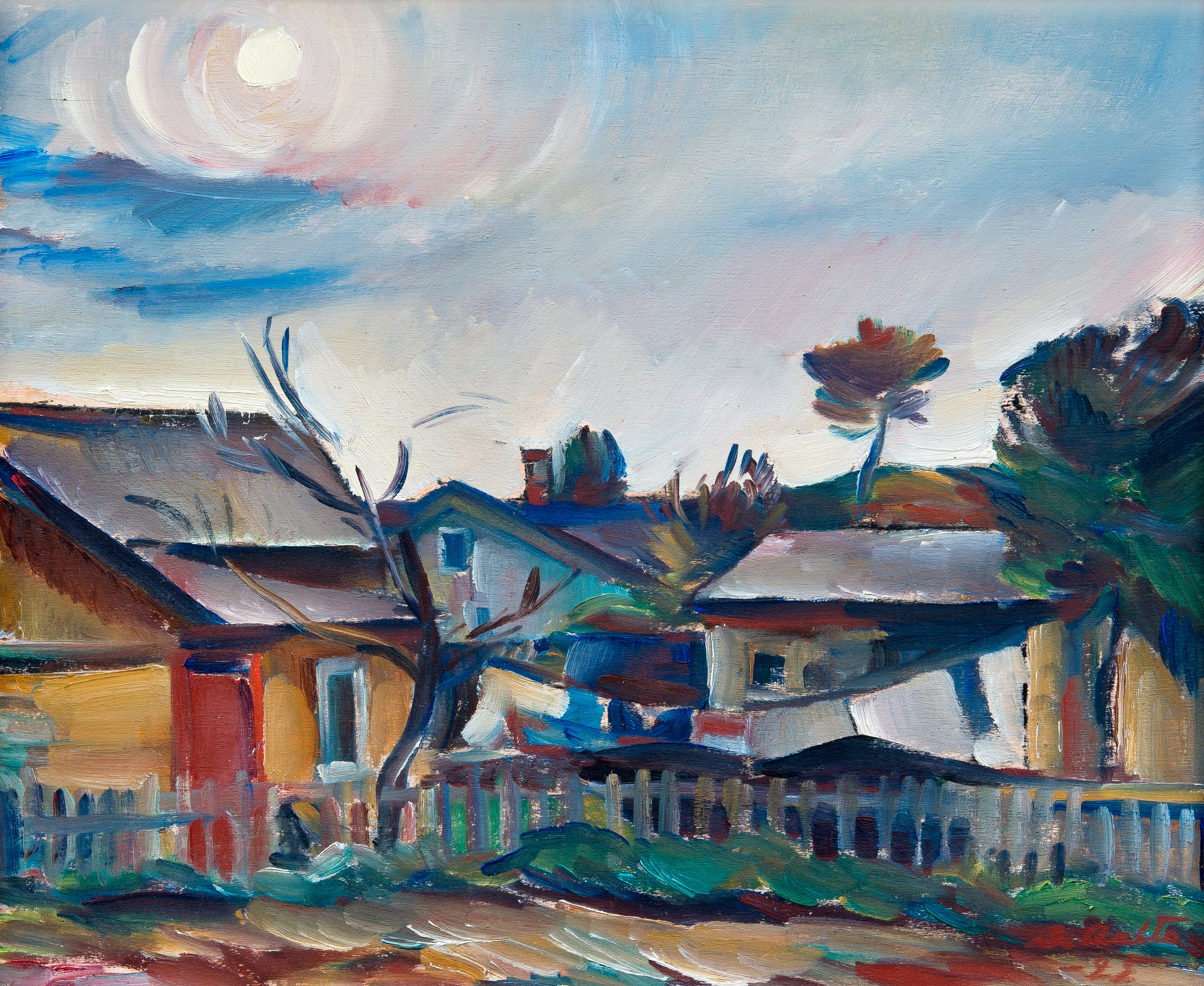
ゴーグラント島の風景 (1925) フィンランド国立美術館

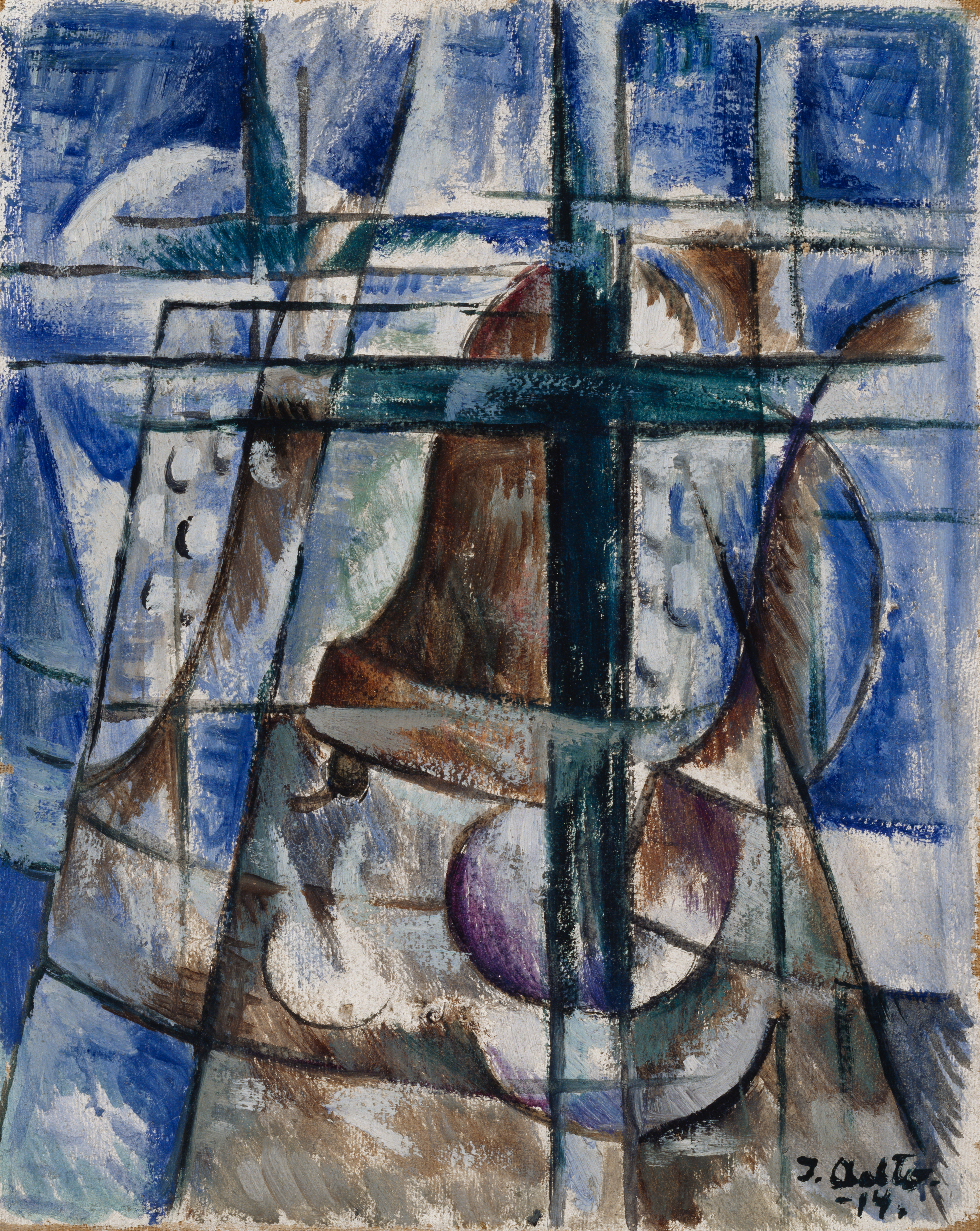
鐘 (1914) アテネウム美術館
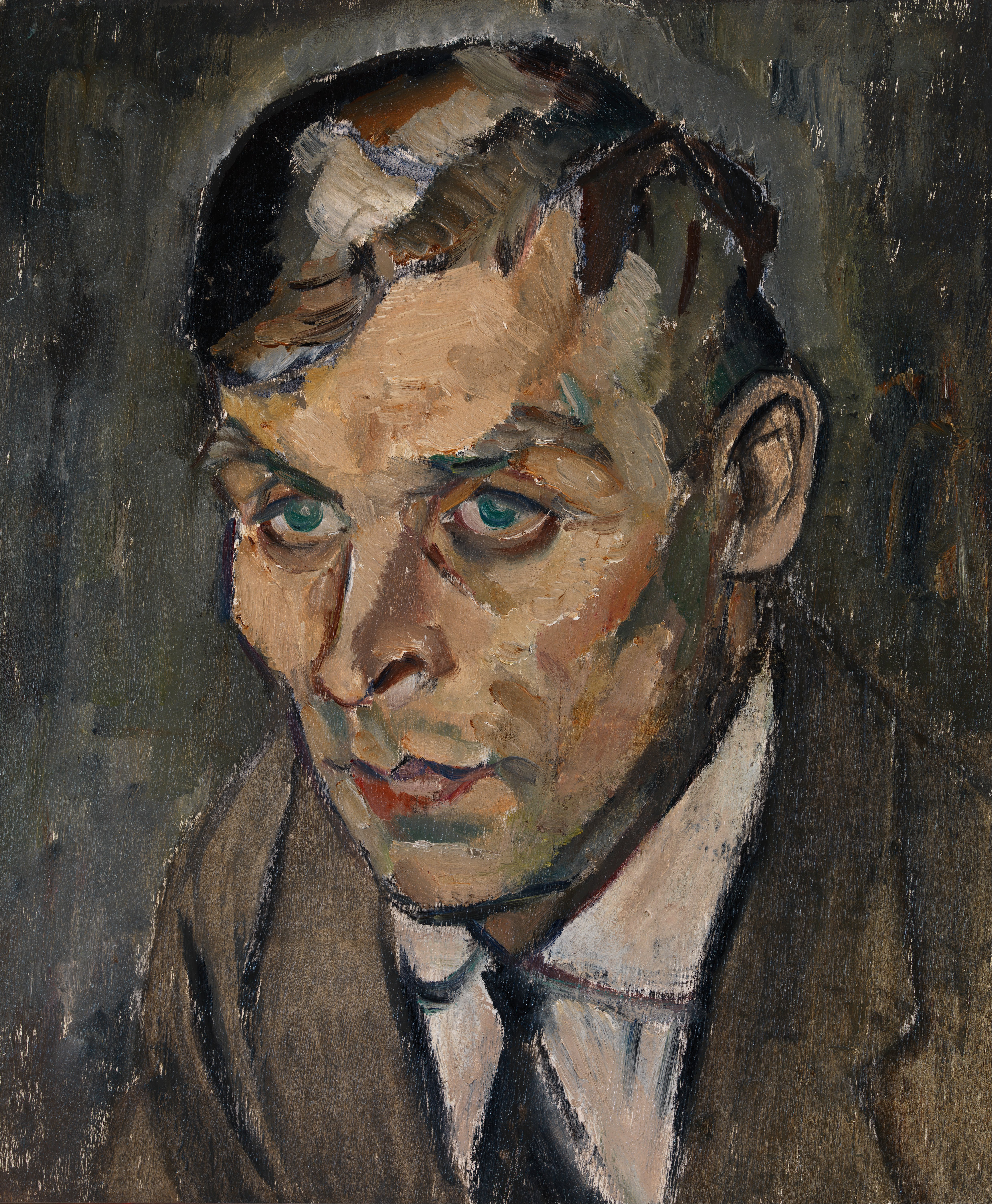
画家 Väinö Kamppuriの肖像画　(1917) エスポー近代美術館
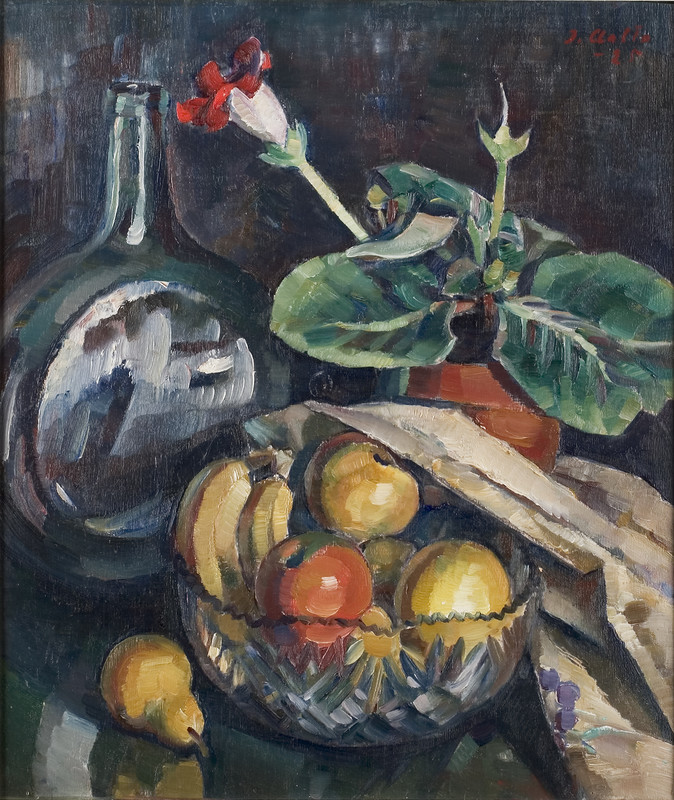
静物画 (1925) Didrichsen Art Museum
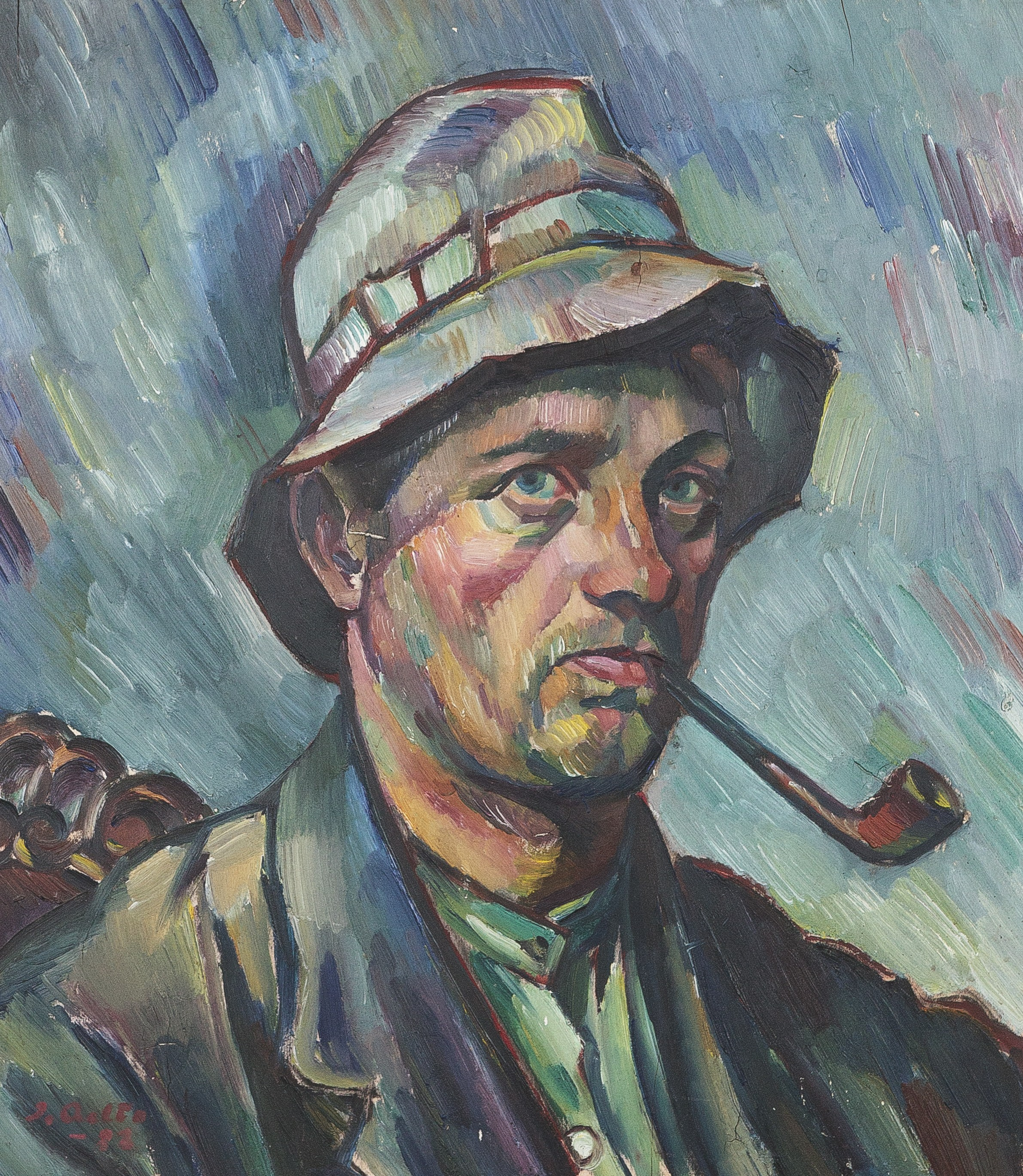
自画像